# NGC 2938
NGC 2938 é uma galáxia espiral barrada (SBc) localizada na direcção da constelação de Draco. Possui uma declinação de +76° 19' 09" e uma ascensão recta de 9 horas, 38 minutos e 24,7 segundos.
A galáxia NGC 2938 foi descoberta em 2 de Abril de 1801 por William Herschel.